# Sture Jarnerup
Sture Jarnerup, född 4 juni 1905 i Helsingborg, död 13 september 1974, var en svensk jurist.
Sture Jarnerup avlade juris kandidatexamen i Lund 1930 och filosofie kandidatexamen 1933. Han genomförde tingstjänstgöring 1930–1933 och var extra ordinarie länsbokhållare i Västmanlands län 1934–1943, innan han förordnades till assessor i kammarrätten 1943. Han blev kammarrättsråd 1949. Jarnerup var lagbyråchef i finansdepartementet 1947–1950 och skattedirektör på Överståthållarämbetet 1950–1951. Han var regeringsråd 1951–1972. År 1971 förordnades han till ordförande på avdelning i Regeringsrätten och var ledamot av lagrådet 1960–1962.